# Mistrovství Evropy v zápasu řecko-římském 2011
Mistrovství Evropy v zápasu řecko-římském 2011 se konalo v Dortmundu, Německo. Akce se konala od 29. března do 3. dubna 2011.

## Výsledky

### Muži
| Kategorie | Zlato              | Stříbro          | Bronz            | Bronz                 |
| --------- | ------------------ | ---------------- | ---------------- | --------------------- |
| 55 kg     | Roman Amojan       | Vugar Rahimov    | Elbek Todžijev   | Eldaniz Azizli        |
| 60 kg     | Revaz Lashkhi      | Ivo Angelov      | Mustafa Sağlam   | Hasan Alijev          |
| 66 kg     | Ambako Vačadze     | Tamás Lőrincz    | Vitali Rahimov   | Aleksandar Maksimović |
| 74 kg     | Rafig Husejnov     | Péter Bácsi      | Roman Vlasov     | Christophe Guenot     |
| 84 kg     | Vasyl Račyba       | Alan Chugajev    | Artur Ša'injan   | Christo Marinov       |
| 96 kg     | Timofej Dějničenko | Artur Aleksanjan | Šalva Gadabadze  | Elis Guri             |
| 120 kg    | Chasan Barojev     | Rıza Kaya'alp    | Jurij Patrikejev | Mihály Deák-Bárdos    |